# António Oliveira (football, 1952)
Pour les articles homonymes, voir António Oliveira et Oliveira.
António Luís Alves Ribeiro Oliveira, dit António Oliveira, né le 10 juin 1952 à Penafiel, est un joueur international, entraîneur et dirigeant de football portugais. 
Il est le sélectionneur de l'équipe du Portugal lors de l'Euro 1996 et de la Coupe du monde 2002. Il est aussi président du FC Penafiel de 2003 à 2006.
En 2010, il devient le quatrième actionnaire individuel de la banque portugaise Finibanco avec 5 % des actions, depuis 2009, il fait partie du conseil d'administration.

## Biographie

### Joueur
Petit le jeune António Oliveira est considéré comme un « garçon dur ». C'est pour cela que ses parents, propriétaires d'un restaurant renommé à Penafiel, décident de le mettre dans un internat à Ermesinde, à l'âge de 11 ans. Il en fuguent à plusieurs reprises afin de rejoindre ses amis et de jouer au football.
À 13 ans, il s'entraîne déjà avec les joueurs séniors du FC Penafiel, mais le club ne possède pas d'équipes de jeunes. António Oliveira convainc son frère Joaquim de l'emmener à Porto afin d'effectuer des essais. Il enchante les recruteurs « portistes » et reste donc à Porto à l'âge de 15 ans. Encore junior, âgé de 17 ans, il commence à s'entraîner avec l'équipe première du FC Porto à l'initiative de l'entraîneur brésilien Paulo Amaral. Il est sélectionné chez les juniors au poste d'arrière gauche. Peu de temps après, José Augusto le convoque pour la mini coupe du monde, qui se tient Brésil, mais il n'y participe pas, parce que quelques jours avant lors d'un match contre Barreirense, il se brise une omoplate. 
Milieu offensif de grande qualité, il commence sa carrière professionnelle au FC Porto faisant ses débuts à l'âge de 18 ans, en 1970 mais ne dispute qu'un match lors de cette saison. C'est à partir de 1971 qu'il est plus régulièrement utilisé. Il forme alors avec le Péruvien Teófilo Cubillas un duo offensif de grande qualité. Cependant, c'est avec l'arrivée de Fernando Gomes, durant la saison 1974-1975, que la naissance des tridentes ofensivos font le bonheur du club des "Dragons". En effet, à eux trois, ils marquent régulièrement plus de la moitié des buts du club. En 1974-1975, ils marquent 35 des 62 inscrits en championnat, lors de celle de 1975-1976, 45 sur 73 et puis en 1976-1977, 44 sur 72, mais cette saison est aussi marqué par le départ de Cubillas vers son pays d'origine, elle est aussi celle de la victoire en coupe du Portugal. Avec l'arrivée de Pedroto à la tête du FC Porto, il est un titulaire indiscutable du onze des « Dragons », il le fait même jouer en position d'attaquant plutôt que milieu offensif, ce à quoi Oliveira répond favorablement. Lors de la saison 1977-1978 il est le principal contributeur (30 matchs sur 30, et marque 19 buts) ainsi que Fernando Gomes à l'acquisition du titre de champion national, ils marquent à eux deux 44 buts sur 81, lors de cette saison historique pour le club das Antas. Cela faisait 19 ans, que le FC Porto n'avait pas remporté le championnat portugais. En 1978-1979, il est de nouveau titré avec les "Dragons" et se voit octroyer la distinction honorifique de meilleur joueur portugais de l'année 1978. Lors de cette saison José Maria Pedroto le nomme capitaine et il dispute 28 des 30 matchs de championnat il est à nouveau avec son compatriote Fernando Gomes, un des artisans de la victoire 43 buts sur 70, ce dernier étant le meilleur buteur du championnat avec 27 réalisations. 
À l'été 1979, alors qu'il est convoité par de nombreux clubs nord-américains, mais aussi par le Sporting CP ou encore le club brésilien du Vasco da Gama. Le FC Porto, rencontre des difficultés financières et se voit contraint de le vendre. Bien qu'il propose de réduire son salaire, il signe finalement un contrat avec le club espagnol du Real Betis, et devient ainsi le joueur le mieux payé du championnat espagnol de l'époque avec 60 000 Pesetas par mois. C'est aussi le transfert le plus cher du club (36 mil contos). Malgré cela il n'y reste pas la saison entière. Il aurait même réglé de "sa poche" l'indemnité de résiliation avec le club sévillan. 
En février 1980 il est de retour au sein de son club de cœur qu'est le FC Porto. Mais, à la suite du Verão quente (affaire Pedroto contre la direction), il quitte la capitale du nord et rejoint sa ville natale. Il se promet et annonce aux médias portugais qu'il ne reviendra pas à Porto tant qu'Américo de Sá, restera à la présidence du club.
Il joue donc pour le FC Penafiel, où il endosse également les fonctions d'entraîneur. 
Au terme de la saison il s'installe à Lisbonne et joue au Sporting CP à la demande du président João Rocha. Avec ce dernier, il remporte le championnat 1981-1982 et réalise le doublé coupe-championnat. Il forme avec Manuel Fernandes et Jordão, un triangle offensif d'une qualité inégalée, qui reste à jamais gravé dans l'histoire du club. En 1982 en septembre, il devient entraîneur-joueur (fonction qu'il avait exercé au FC Penafiel), après un stage de pré-saison, qui a entraîné le licenciement de Malcolm Allison, alors entraîneur des "Lions". Il remporte la Supertaça Cândido de Oliveira et conduit l'équipe en Coupe des clubs champions atteignant les quarts de finale ce qui constitue la meilleure performance du club. Mais sa situation d'entraîneur-joueur n'est pas très appréciée par les autres stars de l'équipe, et après quelques controverses et des résultats moins bons, le capitaine Manuel Fernandes demande au président d'embaucher un entraîneur, ce qui se passe après la défaite  3 -0 face au Benfica Lisbonne, c'est donc Marinho Mateus, puis Josef Venglos qui le remplacent et le font retourner à sa condition de joueur. Les deux saisons suivantes passées au service des "Lions" sont de moins bonne qualité, notamment celle de 1984-1985 où blessé aux pieds fin 1984, il est écarté des terrains jusqu'au terme de celle-ci, qu'il ne finit pas quittant le club de la capitale portugaise en mars. 
En 1985, il rejoint l'île de Madère afin de devenir l'entraîneur-joueur du CS Marítimo, puis  abandonne la carrière de joueur afin de se consacrer totalement au rôle de coach.

#### Statistiques joueur
| Saison                | Club                  | Championnat           | Championnat | Championnat | Coupe(s) nationale(s) | Coupe(s) nationale(s) | Compétition(s) continentale(s) | Compétition(s) continentale(s) | Compétition(s) continentale(s) | Sélection    | Sélection | Sélection | Total | Total |
| Saison                | Club                  | Division              | M.          | B.          | M.                    | B.                    | Comp.                          | M.                             | B.                             | Équipe       | M.        | B.        | M.    | B.    |
| 1970-1971             | FC Porto              | I Divisão             | 1           | 0           | 0                     | 0                     | -                              | 0                              | 0                              | Portugal U20 | -         | -         | 1     | 0     |
| 1971-1972             | FC Porto              | I Divisão             | 15          | 0           | 4                     | 1                     | C3                             | 1                              | 0                              | Portugal U20 | -         | -         | 20    | 1     |
| 1972-1973             | FC Porto              | I Divisão             | 21          | 3           | 1                     | 0                     | C3                             | 5                              | 0                              | Portugal U20 | -         | -         | 27    | 3     |
| 1973-1974             | FC Porto              | I Divisão             | 23          | 2           | 3                     | 1                     | -                              | 0                              | 0                              | -            | -         | -         | 26    | 3     |
| 1974-1975             | FC Porto              | I Divisão             | 23          | 12          | 3                     | 1                     | C3                             | 3                              | 0                              | Portugal     | 2         | 0         | 31    | 13    |
| 1975-1976             | FC Porto              | I Divisão             | 18          | 7           | 1                     | 1                     | C3                             | 5                              | 2                              | Portugal     | 2         | 0         | 26    | 10    |
| 1976-1977             | FC Porto              | I Divisão             | 28          | 11          | 7                     | 4                     | C3                             | 1                              | 2                              | Portugal     | 2         | 0         | 38    | 17    |
| 1977-1978             | FC Porto              | I Divisão             | 30          | 19          | 4                     | 0                     | C2                             | 6                              | 1                              | Portugal     | 2         | 0         | 42    | 20    |
| 1978-1979             | FC Porto              | I Divisão             | 28          | 16          | 1                     | 0                     | C1                             | 2                              | 1                              | Portugal     | 5         | 0         | 36    | 17    |
| Sous-total            | Sous-total            | Sous-total            | 187         | 70          | 24                    | 8                     | -                              | 23                             | 6                              | -            | 13        | 0         | 247   | 84    |
| 1979-1980             | Real Betis            | Primera División      | 10          | 1           | 3                     | 2                     | -                              | 0                              | 0                              | Portugal     | 2         | 0         | 15    | 3     |
| Sous-total            | Sous-total            | Sous-total            | 10          | 1           | 3                     | 2                     | -                              | 0                              | 0                              | -            | 2         | 0         | 15    | 3     |
| 1979-1980             | FC Porto              | I Divisão             | 12          | 1           | 3                     | 1                     | C1                             | 0                              | 0                              | -            | 0         | 0         | 15    | 2     |
| Sous-total            | Sous-total            | Sous-total            | 12          | 1           | 3                     | 1                     | -                              | 0                              | 0                              | -            | 0         | 0         | 15    | 2     |
| 1980-1981             | FC Penafiel           | I Divisão             | 22          | 10          | -                     | -                     | -                              | 0                              | 0                              | Portugal     | 2         | 1         | 24    | 11    |
| Sous-total            | Sous-total            | Sous-total            | 22          | 10          | -                     | -                     | -                              | 0                              | 0                              | -            | 2         | 1         | 24    | 11    |
| 1981-1982             | Sporting CP           | I Divisão             | 24          | 12          | 4                     | 6                     | C3                             | 6                              | 4                              | Portugal     | 4         | 4         | 38    | 26    |
| 1982-1983             | Sporting CP           | I Divisão             | 22          | 10          | 3                     | 2                     | C1                             | 6                              | 3                              | Portugal     | 2         | 1         | 33    | 16    |
| 1983-1984             | Sporting CP           | I Divisão             | 11          | 2           | 2                     | 0                     | C3                             | 4                              | 1                              | Portugal     | 1         | 1         | 18    | 4     |
| 1984-1985             | Sporting CP           | I Divisão             | 9           | 3           | 2                     | 0                     | C3                             | 0                              | 0                              | -            | 0         | 0         | 11    | 3     |
| Sous-total            | Sous-total            | Sous-total            | 66          | 27          | 11                    | 8                     | -                              | 16                             | 8                              | -            | 7         | 6         | 100   | 49    |
| 1985-1986             | CS Marítimo           | I Divisão             | 7           | 0           | -                     | -                     | -                              | 0                              | 0                              | -            | 0         | 0         | 7     | 0     |
| Sous-total            | Sous-total            | Sous-total            | 7           | 0           | -                     | -                     | -                              | 0                              | 0                              | -            | 0         | 0         | 7     | 0     |
| Total sur la carrière | Total sur la carrière | Total sur la carrière | 304         | 109         | 41                    | 19                    | -                              | 39                             | 14                             | -            | 24        | 7         | 408   | 149   |

#### Matchs disputés en coupes continentales
António Oliveira, a disputé durant sa carrière professionnelle, 39 matchs et marqué 14 buts en coupes d'Europe, cela avec deux clubs, le FC Porto et le Sporting CP. 25 matchs disputé en Coupe UEFA (15 avec le FCP, 10 avec le SCP). 6 en Coupe des coupes, tous avec le FCP. Et 8 en Coupe des champions (2 avec le FCP, 6 avec le SCP). Il réalise son meilleur classement avec le FC Porto, lors de la Coupe des coupes de 1977-1978, atteignant les 1/4 de finale. Niveau qu'il atteint avec le Sporting CP lors de la Coupe des champions 1982-1983. Un des deux faits majeurs de sa carrière en coupes européennes, est tout d'abord le match retour face au Dinamo Zagreb. Ayant perdu l'aller, le Sporting d'Antonio Oliveira qui occupe à l'époque les fonctions d'entraîneur-joueur se doit de vaincre absolument. L'entraîneur-joueur, marque les 3 buts de la victoire qui qualifie les "Lions" pour le tour suivant. Cette notable performance est néanmoins entachée d'un point noir : peu avant l'entrée sur le terrain il apprend que son père est dans un état critique, et que les médecins ne se prononcent pas, néanmoins il décide de jouer. On lui doit aussi, l'expression inscrite désormais sur les murs du Estádio José Alvalade, « por cada leão que cair, outro se  levantará » (« Pour chaque lion qui tombe, un autre se lèvera »). 

### Sélection
Il débute en sélection nationale le 13 novembre 1974 face à la sélection helvète. Le 15 avril 1981 il marque son premier but lors d'un match amical contre la Bulgarie (match nul 1-1).
Au total, lors de sa carrière internationale, il a disputé 24 matchs, et marqué 7 buts, mais n'a jamais joué dans une compétition internationale.
Sur ses 24 sélections il en a disputé 13 sous le maillot du FC Porto, 2 avec le Betis de Séville, 2 avec le FC Penafiel et 7 avec le Sporting Portugal.
| Matches officiels d'António Oliveira en sélection du Portugal | Matches officiels d'António Oliveira en sélection du Portugal | Matches officiels d'António Oliveira en sélection du Portugal | Matches officiels d'António Oliveira en sélection du Portugal | Matches officiels d'António Oliveira en sélection du Portugal |
| Club                                                          | V.                                                            | N.                                                            | D.                                                            | Buts                                                          |
| ------------------------------------------------------------- | ------------------------------------------------------------- | ------------------------------------------------------------- | ------------------------------------------------------------- | ------------------------------------------------------------- |
| FC Porto (13 matchs: 54,17 %)                                 | 6 (46,15 %)                                                   | 4 (30,77 %)                                                   | 3 (23,08 %)                                                   | 0 (0 %)                                                       |
| Betis de Séville (2 matchs: 8,33 %)                           | 0 (0 %)                                                       | 1 (50 %)                                                      | 1 (50 %)                                                      | 0 (0 %)                                                       |
| FC Penafiel (2 matchs : 8,33 %)                               | 0 (0 %)                                                       | 1 (50 %)                                                      | 1 (50 %)                                                      | 1 (14,29 %)                                                   |
| Sporting Portugal (7 matchs: 37,19 %)                         | 5 (71,43 %)                                                   | 0 (0 %)                                                       | 2 (28,57 %)                                                   | 6 (85,71 %)                                                   |
| Total                                                         | 11 (45,33 %)                                                  | 6 (25 %)                                                      | 7 (29,67 %)                                                   | 7                                                             |

| Matches officiels d'António Oliveira en sélection du Portugal | Matches officiels d'António Oliveira en sélection du Portugal | Matches officiels d'António Oliveira en sélection du Portugal | Matches officiels d'António Oliveira en sélection du Portugal | Matches officiels d'António Oliveira en sélection du Portugal |
| Club                                                          | V.                                                            | N.                                                            | D.                                                            | Buts                                                          |
| ------------------------------------------------------------- | ------------------------------------------------------------- | ------------------------------------------------------------- | ------------------------------------------------------------- | ------------------------------------------------------------- |
| Matchs Amicaux (8 matchs : 33,33 %)                           | 2 (25 %)                                                      | 2 (25 %)                                                      | 4 (50 %)                                                      | 5 (71,43 %)                                                   |
| Qualifications Euro (11 matchs : 45,83 %)                     | 7 (63,64 %)                                                   | 3 (27,27 %)                                                   | 1 (9,09 %)                                                    | 2 (28,57 %)                                                   |
| Qualifications Coupe du monde (5 matchs : 20,84 %)            | 2 (40 %)                                                      | 1 (20 %)                                                      | 2 (40 %)                                                      | 0 (0 %)                                                       |
| Total                                                         | 11 (45,33 %)                                                  | 6 (25 %)                                                      | 7 (29,67 %)                                                   | 7                                                             |

### Entraîneur
Il commence sa carrière d'entraîneur alors qu'il est encore joueur auprès du FC Penafiel à partir de la 6e journée en remplacement Luís Miguel. Le club est alors dernier du classement et n'a obtenu qu'une seule victoire en cinq matchs. Il débute par une défaite, mais petit à petit il réussit à créer une dynamique et voit les points s'accumuler réussissant de bons résultats, notamment un match nul (2-2) sur le terrain du FC Porto puis 0-0 à la maison, ou encore un bon 0 à 0 à domicile face au Benfica Lisbonne. Il termine à la 10e ayant même atteint la 7e, mais une mauvaise fin de saison lui fait perdre quelques places. Il se permet même de finir meilleur buteur du club en championnat avec 10 réalisations.
La saison suivante il quitte sa ville natale pour rejoindre le Sporting CP, en tant que joueur, mais lors de la saison 82-83, courant septembre, il prend en charge l'équipe première tout en restant joueur. Il remporte cette année-là, la Supertaça Cândido de Oliveira. Puis redevient exclusivement joueur.
Après avoir quitté la capitale lisboète il rejoint l'île de Madère où à nouveau il est entraîneur-joueur, mais au cours de la saison il quitte définitivement le terrain pour se consacrer au coaching. 
Lorsqu'il quitte le CS Marítimo, il se retrouve à la tête de la sélection du Portugal espoirs.
Son premier poste en tant qu'entraîneur principal c'est au Vitória Guimarães qu'il l'obtient pendant la saison 1987-1988. Il arrive en octobre 1987, en remplacement de René Simões, le club dispute une compétition européenne (C3), et désire pouvoir se qualifier à nouveau pour la saison suivante, mais l'entraîneur brésilien quitte le Portugal afin de s'occuper de la sélection des U17. La direction fait donc appelle à António Oliveira pour reprendre l'équipe. Le Vitória Guimarães est alors à la 7e place à un point d'une place européenne. Après des débuts difficiles il obtient avec ses joueurs une série de victoires qui les amène à atteindre la 4e place, malheureusement la suite du championnat est moins glorieux et il doit céder sa place après la 24e, alors que le club est 10e à 7 points d'une place européenne tant espérée.
En Coupe de l'UEFA, il reprend l'équipe alors qu'elle est qualifiée pour les 1/16°, il réussit à se qualifier aux tirs au but pour les 1/8°, mais au tour suivant c'est l'inverse qui se produit. Qualifié pour les quarts de finale à deux minutes de la fin du match retour face au FC Vítkovice, Alois Grussman, marque le second but synonyme de prolongations. Celles-ci ne donnant rien se sont les penalties qui départagent les deux équipes, et ces derniers vont en faveur du club tchèque. 
Puis c'est à l'Académica de Coimbra, qu'il termine la saison. Pour la petite histoire il remplace Vitor Manuel, qui comme lui a été demis de ses fonctions après la 24e journée. Il récupère le club alors qu'il se trouve en position de relégable, il redynamise les joueurs et réalise une belle remontée, mais une série de 7 matches (4 nuls, 3 défaites) le font rechuter en 16e place. Il les accompagne en deuxième division mais quitte le club peu de temps après.
Quelques mois plus tard il retrouve la sélection portugaise des U21 jusqu'en 1991.
Il réalise sa première saison complète en 91-92 à Gil Vicente, puis rejoint le Sporting Braga (en remplacement de Vitor Manuel) qu'il dirige de 1993 à 1994. Il récupère le cub alors en position de reléguable, mais réussit le sauvetage ne perdant que deux matchs sur les huit derniers. Malheureusement la saison suivante n'est guère mieux et doit batailler contre la relégation jusqu'à son départ du club en mars 1994.
En 1994 il est appelé à prendre en main les destinées de la sélection nationale. Après le Championnat d'Europe de football 1996, il a abandonne son poste de sélectionneur et devient entraîneur du FC Porto. Lors de la saison 1996-97, il a remporte la Supercoupe du Portugal de football contre l'éternel rival, le Benfica Lisbonne sur le score de 1-0, puis 5-0 à Lisbonne,, obtenant ainsi le premier titre de sa carrière d'entraîneur. Par la suite il remporte deux titres nationaux en 1996 et 1997, totalisant cette saison là 15 victoires d'affilée, puis remporte la Coupe en 1998 battant le Sporting Clube de Braga en finale (3-1). Mais son séjour à Porto est marqué par plusieurs controverses et il finit par quitter le club des "Dragons". 
En 1998, il part en Espagne entraîné le Real Betis, club dans lequel il a évolué comme joueur, il y signe un contrat de deux ans pour 300 millions de Pesetas, mais après quelques jours de travail, des désaccords avec le président du club espagnol l'amené à abandonner Séville avant même le début du championnat.
Par la suite il reste deux années loin du monde du football, avant d'être rappelé au chevet de la sélection en août 2000. Il participe à la Coupe du monde 2002 ayant obtenue la qualification. Mais la performance est modeste voir totalement nulle, à la suite de cette dernière il se retire définitivement.

#### Statistiques entraîneur
Le tableau ci-dessous, comprend tous les matches officiels (Championnats, Coupes, et Coupes continentales), hors matches amicaux.
| Résultats | Résultats         | Résultats        | Résultats       | Résultats      | Résultats      | Résultats           | Total         | Total   | Total   | Total   |
| Saison    | Club              | Pays/Championnat | V.              | N.             | D.             | Cl.                 | Titres        | % V.    | % N.    | % D.    |
| --------- | ----------------- | ---------------- | --------------- | -------------- | -------------- | ------------------- | ------------- | ------- | ------- | ------- |
| 1980-81   | FC Penafiel       | I Divisão        | 10              | 5              | 11             | 10e                 | 0             | 38,46 % | 19,23 % | 42,31 % |
| 1982-83   | Sporting Portugal | I Divisão        | 22              | 7              | 8              | 3e                  | 1             | 59,45 % | 18,92 % | 21,63 % |
| 1985-86   | CS Marítimo       | I Divisão        | 8               | 6              | 13             | 12e                 | 0             | 29,63 % | 22,22 % | 48,15 % |
| 1987-88   | Guimarães         | I Divisão        | 11              | 4              | 10             | Saison non terminée | 0             | 44 %    | 16 %    | 40 %    |
| 1987-88   | Académica         | I Divisão        | 4               | 4              | 5              | 16e                 | 0             | 30,77 % | 30,77 % | 38,46 % |
| 1988-89   | Académica         | II Divisão       | Inconnu         | Inconnu        | Inconnu        | Saison non terminée | 0             | X %     | X %     | X %     |
| 1991-92   | Gil Vicente       | I Divisão        | 14              | 8              | 17             | 13e                 | 0             | 35,90 % | 20,51 % | 43,59 % |
| 1992-93   | Sporting Braga    | I Divisão        | 4               | 2              | 2              | 12e                 | 0             | 50 %    | 25 %    | 25 %    |
| 1993-94   | Sporting Braga    | I Divisão        | 8               | 8              | 11             | Saison non terminée | 0             | 29,63 % | 29,63 % | 40,74 % |
| 1996-97   | FC Porto          | I Divisão        | 38              | 6              | 5              | Champion            | 2             | 77,55 % | 12,24 % | 10,21 % |
| 1997-98   | FC Porto          | I Divisão        | 32              | 6              | 10             | Champion            | 2             | 66,67 % | 12,50 % | 20,83 % |
| 1998-99   | Betis Séville     | Primera Division | 0               | 0              | 0              | Saison non terminée | 0             | 0 %     | 0 %     | 0 %     |
| Total     | Total             | Total            | incomplet (152) | incomplet (50) | incomplet (71) | -                   | incomplet (5) | 55,68 % | 18,32 % | 26,00 % |

#### Matchs disputés en coupes continentales
Oliveira a disputé 14 matchs en coupes continentales, tous en Ligue des champions, bilan quelque peu mitigé, obtenant 6 victoires, 3 nuls et 5 défaites. Son meilleur résultat étant l'accession en 1/4 de finale lors de la saison 96-97, chutant face aux Anglais du Manchester United.

### Sélectionneur
Après avoir entraîné le Marítimo Funchal, il devient responsable de la sélection espoirs, pendant deux ans.
En 1994 il est nommé à la tête de l'équipe nationale portugaise. Il est connu pour être un entraîneur intuitif, s'appuyant largement sur des joueurs comme Luís Figo, Rui Costa, Fernando Couto, Paulo Sousa ou encore Baia considérés comme faisant partie des meilleurs joueurs au monde à leurs postes, il construit une équipe du Portugal vouée à la réussite. Il fait ses débuts le 1er septembre, dans un match contre l'Irlande du Nord où le Portugal gagne 2-1. Il qualifie le Portugal pour le Championnat d'Europe de football 1996 qui a lieu en Angleterre. Avec l'équipe das quinas, ils terminent premier de leur groupe et sont éliminés en quarts de finale, battus par la République tchèque 1 à 0. António Oliveira part entraîner le FC Porto.
En août 2000, alors qu'il est inactif, il est de nouveau appelé à diriger la sélection du Portugal, il réussit l'exploit de qualifier le Portugal, tout en étant invaincu, ce qui n'est pas arrivé depuis 16 ans, pour la Coupe du monde de football 2002, mais est éliminé en phase de groupes, battue par les États-Unis et la Corée du Sud. Cette élimination est cruellement ressentie au Portugal à tel point qu'il est démis de ses fonctions. Il était jusqu'à l'arrivée de Luiz Felipe Scolari détenteur de nombreux records en sélection (nombre de matchs joués, nombre de victoires, et le nombre de buts marqués).
En mai 2003, il est abordé par la Fédération iranienne, afin de devenir le sélectionneur de l'équipe d'Iran de football. Mais après plusieurs semaines de discussions il rejette la proposition.
En 2012, il sous entend qu'il est devenu sélectionneur, parce qu'il était membre de la société, gérante de la publicité du football portugais (Olivedesportos), dont son frère en est le président.

#### Statistiques sélectionneur
| Résultats          | Résultats        | Résultats | Résultats | Résultats | Résultats | Résultats | Résultats | Total   | Total   | Total   |
| Saisons            | Pays             | V.        | N.        | D.        | Titres    | Bp        | Bc        | % V.    | % N.    | % D.    |
| ------------------ | ---------------- | --------- | --------- | --------- | --------- | --------- | --------- | ------- | ------- | ------- |
| 1986-87            | Portugal espoirs | 0         | 2         | 1         | Néant     | 1         | 2         | 0 %     | 66,67 % | 33,33 % |
| 1987-88            | Portugal espoirs | 1         | 0         | 0         | Néant     | 2         | 1         | 100 %   | 0 %     | 0 %     |
| 1989-90            | Portugal espoirs | 1         | 0         | 2         | Néant     | 2         | 3         | 33,33 % | 0 %     | 66,67 % |
| 1990-91            | Portugal espoirs | 0         | 1         | 1         | Néant     | 1         | 3         | 0 %     | 50 %    | 50 %    |
| 1986-88 et 1989-90 | Sous total       | 2         | 3         | 4         | 0         | 6         | 9         | 22,22 % | 33,34 % | 44,44 % |
| 1994-95            | Portugal         | 7         | 1         | 1         | 1         | 20        | 6         | 77,78 % | 11,11 % | 11,11 % |
| 1995-96            | Portugal         | 6         | 4         | 3         | Néant     | 24        | 10        | 46,15 % | 30,77 % | 23,08 % |
| 2000-01            | Portugal         | 6         | 3         | 1         | Néant     | 25        | 11        | 60 %    | 30 %    | 10 %    |
| 2001-02            | Portugal         | 7         | 2         | 3         | Néant     | 34        | 13        | 58,33 % | 16,67 % | 25 %    |
| 1994-96 et 2000-01 | Sous total       | 26        | 10        | 4         | 1         | 103       | 40        | 65 %    | 25 %    | 10 %    |
| Total              | Total            | 28        | 13        | 8         | 1         | 109       | 49        | 57,14 % | 26,53 % | 16,33 % |

| No | Date             | Ville, stade                    | Adversaire           | Score | Compétition         | Buteur(s) pour le Portugal                                                                            | Buteur(s) pour l'adversaire                   |
| -- | ---------------- | ------------------------------- | -------------------- | ----- | ------------------- | --- | --------------------------------------------- |
| 1  | 7 septembre 1994 | Belfast, Windsor Park           | Irlande du Nord      | 1-2   | Qualif. Euro96      | Rui Costa 16e et Domingos 81e.                                                                        | Jimmy Quinn 58e.                              |
| 2  | 9 octobre 1994   | Rīga, Daugavas Stadions         | Lettonie             | 1-3   | Qualif. Euro96      | João Pinto 33e, 70e et Luís Figo 71e.                                                                 | Jevgēņijs Miļevskis 87e.                      |
| 3  | 13 novembre 1994 | Lisbonne, Estádio José Alvalade | Autriche             | 1-0   | Qualif. Euro96      | Luís Figo 37e.                                                                                        |                                               |
| 4  | 18 décembre 1994 | Lisbonne, Estádio da Luz        | Liechtenstein        | 8-0   | Qualif. Euro96      | Domingos 2e, 11e; Oceano 45e; João Pinto 56e · Fernando Couto 72e; Folha 74e; Paulo Alves 75e et 79e. |                                               |
| 5  | 26 janvier 1995  | Toronto, SkyDome                | Canada               | 1-1   | SkyDome Cup         | Folha 10e.                                                                                            | Alex Bunbury 82e.                             |
| 6  | 29 janvier 1995  | Toronto, SkyDome                | Danemark             | 0-1   | SkyDome Cup         | Paulo Alves 89e.                                                                                      |                                               |
| 7  | 22 février 1995  | Eindhoven, Philips Stadion      | Pays-Bas             | 0-1   | Amical              | Pedro Barbosa 8e.                                                                                     |                                               |
| 8  | 26 avril 1995    | Dublin, Lansdowne Road          | République d'Irlande | 1-0   | Qualif. Euro96      | | Steve Staunton 44e.                           |
| 9  | 3 juin 1995      | Porto, Estádio das Antas        | Lettonie             | 3-2   | Qualif. Euro96      | Luís Figo 5e; Secretário 19e; Domingos 21e.                                                           | Vīts Rimkus 50e et 73e.                       |
| 10 | 15 août 1995     | Eschen, Sportpark Eschen-Mauren | Liechtenstein        | 7-0   | Qualif. Euro96      | Domingos 25e; Paulinho 33e · Rui Costa 41e et 70e; Paulo Alves 67e, 73e et 90e.                       |                                               |
| 11 | 3 septembre 1995 | Porto, Estádio das Antas        | Irlande du Nord      | 1-1   | Qualif. Euro96      | Domingos 47e.                                                                                         | Michael Hughes 66e.                           |
| 12 | 11 octobre 1995  | Vienne, Ernst Happel Stadion    | Autriche             | 1-1   | Qualif. Euro96      | Paulinho 49e.                                                                                         | Peter Stöger 21e.                             |
| 13 | 15 novembre 1995 | Lisbonne, Estádio da Luz        | République d'Irlande | 3-0   | Qualif. Euro96      | Rui Costa 60e; Hélder 74e; Cadete 89e;                                                                |                                               |
| 14 | 12 décembre 1995 | Londres, Wembley                | Angleterre           | 1-1   | Amical              | Paulo Alves 58e.                                                                                      | Steve Stone 44e.                              |
| 15 | 24 janvier 1996  | Paris, Parc des Princes         | France               | 3-2   | Amical              | Fernando Couto 22e; Rui Costa 34e.                                                                    | Youri Djorkaeff 24e, 75e; Reynald Pedros 77e. |
| 16 | 21 février 1996  | Porto, Estádio das Antas        | Allemagne            | 1-2   | Amical              | Folha 8e.                                                                                             | Pedro Barbosa 52e.                            |
| 17 | 27 mars 1996     | Estádio do Restelo, Lisbonne    | Grèce                | 1-0   | Amical              | Oceano 86e.                                                                                           |                                               |
| 18 | 29 mai 1996      | Dublin, Lansdowne Road          | République d'Irlande | 0-1   | Amical              | Folha 39e.                                                                                            |                                               |
| 19 | 9 juin 1996      | Sheffield, Hillsborough Stadium | Danemark             | 1-1   | Euro96              | Sá Pinto 52e.                                                                                         | Brian Laudrup 21e.                            |
| 20 | 14 juin 1996     | Nottingham, City Ground         | Turquie              | 1-0   | Euro96              | Fernando Couto 66e.                                                                                   |                                               |
| 21 | 19 juin 1996     | Nottingham, City Ground         | Croatie              | 0-3   | Euro96              | Luís Figo 4e; João Pinto 33e; Domingos 82e.                                                           |                                               |
| 22 | 23 juin 1996     | Birmingham, Villa Park          | Tchécoslovaquie      | 1-0   | Euro96              | | Karel Poborský 53e.                           |
| 23 | 16 août 2000     | Viseu, Estádio do Fontelo       | Lituanie             | 5-1   | Amical              | João Pinto 31e; Luís Figo 38e; Rui Costa 47e · Beto 80e; Pauleta 86e.                                 | Artūras Fomenka 44e.                          |
| 24 | 3 septembre 2000 | Tallinn, Kadrioru Staadion      | Estonie              | 1-3   | Qualif. Mondial2002 | Rui Costa 15e; Luís Figo 49e; Sá Pinto 57e.                                                           | Andres Oper 84e.                              |
| 25 | 7 octobre 2000   | Lisbonne, Estádio da Luz        | République d'Irlande | 1-1   | Qualif. Mondial2002 | Sérgio Conceição 57e.                                                                                 | Matt Holland 72e.                             |
| 26 | 11 octobre 2000  | Rotterdam, Stadion de Kuip      | Pays-Bas             | 0-2   | Qualif. Mondial2002 | Sérgio Conceição 11e; Pauleta 44e.                                                                    |                                               |

| Score : - G = Match gagné - N = Match nul - P = Match perdu |

### Dirigeant
Le 11 juillet 2003, il est élu président du Futebol Clube de Penafiel réussit son objectif principal qui est la montée en première division portugaise. Objectif qu'il atteint dès la première saison. Mais lors de la saison de 2005-06 le club redescend en deuxième division et il quitte sa fonction de président. Il laisse derrière lui un passif hérité, mais qu'il n'a pas su réduire, voir qu'il a accentué. 
Depuis il est commentateur télévisé pour A Bola TV, et rédacteur hebdomadaire pour le journal sportif Record.
Il est à ce jour le principal actionnaire individuel du FC Porto avec 7,34%. Il est, selon les médias le futur successeur du président Pinto da Costa.
En 2010 il est licencié en droit de l'Universidade Católica do Porto.

## Distinctions personnelles
- Footballeur portugais de l'année en 1978, 1981 et 1982.
- Prix Stromp, catégorie athlète professionnel de l'année 1982[42].
- 9e dans le Top 10 de l'année 2001 du meilleur entraîneur national du monde IFFHS[43]
- 92e dans le Classement du meilleur entraîneur mondial de la 1re Décennie (2001-2010) IFFHS[44]
- 109e dans le Classement du meilleur entraîneur du monde de club du XXIe siècle IFFHS[45]
- 148e dans le Classement Mondial des Entraîneurs de club (1996-2012) IFFHS[46]

## Palmarès

### En tant que joueur

#### Avec leFC Porto
- Vainqueur du Championnat du Portugal : 2 fois (1978 et 1979)[47]
- Vainqueur de la Coupe du Portugal en 1977

#### Avec leSporting Portugal
- Vainqueur du Championnat du Portugal en 1982
- Vainqueur de la Coupe du Portugal en 1982
- Vainqueur de la Supertaça Cândido de Oliveira en 1982

### En tant qu'entraîneur

#### Avec leSporting Portugal
- Vainqueur de la Supertaça Cândido de Oliveira en 1982

#### Avec leFC Porto
- Vainqueur de la Supercoupe du Portugal en 1996
- Vainqueur du Championnat du Portugal: 2 fois (1997 et 1998)[48]
- Vainqueur de la Coupe du Portugal en 1998

### En tant que sélectionneur
- Vainqueur de la SkyDome Cup en 1995

### Honneurs
- Vice-champion du Championnat du Portugal de football 1974-1975, et Championnat du Portugal de football 1979-1980, avec le FC Porto en tant que joueur.
- Finaliste de la Coupe du Portugal en 1978, avec le FC Porto en tant que joueur.
- Vice-champion du Championnat du Portugal de football 1984-1985, avec le Sporting Portugal en tant que joueur.
- Finaliste de la Supertaça Cândido de Oliveira en 1997, avec le FC Porto en tant qu'entraîneur.